# Hekou, Yuncheng
Hekou (kinesiska: 河口) är ett stadsdelsdistrikt i sydöstra Kina. Det ligger i stadsdistriktet Yuncheng i staden Yunfu i provinsen Guangdong, omkring 120 kilometer väster om provinshuvudstaden Guangzhou. Antalet invånare är 31 154. Befolkningen består av 15 783 kvinnor och 15 371 män. Barn under 15 år utgör 12,0 %, vuxna 15-64 år 79 %, och äldre över 65 år 7,0 %.